# Павленское
Павле́нское (другие названия: Цимля́нское) — пресное озеро на юге Московской области России. Площадь озера — 1,2 км², максимальная длина — 2 км, ширина — 0,9 км. Максимальная глубина — 4 м. Озеро представляет собой песчаный карьер, соединённый протокой с рекой Окой. Высота уреза воды — 104 м над уровнем моря.

## Географическое положение
Озеро расположено на территории Серпуховского района Московской области к юго-востоку от Серпухова в пойме Оки в 300 метрах от русла реки слева по течению. В 100 метрах к западу от Павленского расположена платформа Ока Курского направления Московской железной дороги. На юго-запад от озера находится железнодорожный мост через Оку. В 1200 метрах на северо-восток — посёлок Мирный.

## Происшествия
В 2010 году Павленское озеро получило печальную известность по причине гибели трёх человек в авиакатастрофе. По данным Росавиации, 13 июня в 10:45 во время взлёта с поверхности озера гидроплан Л-42 попытался выполнить поворот и упал на землю, после чего загорелся.